# Dave Elsey
Dave Elsey (Londres, 9 de fevereiro de 1967) é um maquiador britânico. Venceu o Oscar de melhor maquiagem e penteados na edição de 2011 por The Wolfman, ao lado de Rick Baker.